# ولیکا روجیشکا
ولیکا روجیشکا (به لاتین: Velika Rujiška) یک منطقهٔ مسکونی در بوسنی و هرزگوین است که در جمهوری صرب بوسنی واقع شده‌است.